# Zawiszów
Zawiszów (niem. Säbischdorf) – wieś w Polsce położona w województwie dolnośląskim, w powiecie świdnickim, w gminie Świdnica.

## Podział administracyjny
W latach 1975–1998 miejscowość administracyjnie należała do województwa wałbrzyskiego.

## Zabytki i pomniki
Do wojewódzkiego rejestru zabytków wpisany jest:
- zespół folwarczny „Keiserhof”:
  - zabytkowy dwór - dom rządcy, z końca XIX w., wybudowany na planie prostokąta, z dachem czterospadowym,
  - oficyna mieszkalno-gospodarcza, z 1823 r.

Inne zabytki:
- budynek administracyjny.

Ponadto na terenie wsi znajduje się pomnik Srającego Chłopka.